# Karlstads revir
Karlstads revir var ett skogsförvaltningsområde inom Bergslags överjägmästardistrikt som  omfattade Nyeds, Väse, Ölme, Visnums, Karlstads, Grums, Kils och Fryksdals härader av Värmlands län och innehöll (1905) 82 allmänna skogar om sammanlagt 28 991 hektar, varav nio kronoparker med en areal av tillsammans 14 746 hektar. Det är indelat i fyra bevakningstrakter.